# Garden City (Nova Iorque)
Garden City é uma vila localizada no Condado de Nassau, em Long Island, no estado de Nova York, Estados Unidos. A população era de 23.272 no censo de 2020.
A Vila Incorporada de Garden City está localizada principalmente dentro da cidade de Hempstead, com exceção de uma pequena área na ponta norte da vila, localizada dentro da cidade de North Hempstead. É a comunidade âncora da região metropolitana de Garden City.

## História
Em 1869, o milionário irlandês Alexander Turney Stewart comprou uma parte das planícies pouco povoadas de Hempstead.
 
O Garden City Hotel foi substituído por um novo hotel em 1895, projetado pela aclamada empresa McKim, Mead & White. Este hotel foi destruído por um incêndio em 1899 e depois reconstruído e expandido, antes de ser substituído novamente em 1983.
Os eleitores escolheram Mineola para ser a sede do condado de Nassau em novembro de 1898 (antes de ser incorporada como vila em 1906). A Garden City Company (fundada em 1893 pelos herdeiros de Alexander Turney Stewart) doou 1,6 ha de terra para os edifícios do condado ao sul da estação ferroviária de Mineola e da atual Vila Incorporada de Mineola, na cidade de Hempstead. A terra e os edifícios têm um endereço postal de Mineola, mas estão dentro da atual vila de Garden City,  que não incorporou ou definiu seus limites até 1919.
Em 1910, a Doubleday, Page e Co., uma das editoras mais importantes do mundo, mudou suas operações para o lado leste da Avenida Franklin e teve sua própria estação de trem chamada Country Life Press adicionada nas proximidades. A empresa comprou grande parte do terreno no lado oeste da Avenida Franklin e construiu casas para muitos de seus executivos na Fourth Street. Em 1916, o cofundador da empresa e residente de Garden City, Walter Hines Page, foi nomeado Embaixador na Grã-Bretanha.
A partir da década de 1930, muitas filiais de lojas famosas da cidade de Nova York, incluindo Best & Co., Saks Fifth Avenue e Bloomingdale's, foram abertas ao longo da Franklin Avenue.
Após a Segunda Guerra Mundial, seguindo a tendência de mudança dos moradores urbanos para os subúrbios, Garden City continuou a crescer. A construção pós-guerra preencheu os limites atuais de Garden City com construções ocorrendo nas partes mais a leste, norte e oeste da cidade. A Escola Waldorf de Garden City foi fundada em 1947 (uma das primeiras escolas Waldorf nos Estados Unidos), originalmente como parte da Universidade Adelphi.
Na década de 1970, o antigo Garden City Hotel declarou falência e posteriormente fechou, sendo finalmente demolido em 1973. Um novo Garden City Hotel foi construído no local do antigo Garden City Hotel. Em 1978, cinquenta das estruturas originais conhecidas coletivamente como Edifícios da Era AT Stewart foram designadas como distrito histórico nacional e listadas no Registro Nacional de Lugares Históricos.

## Geografia

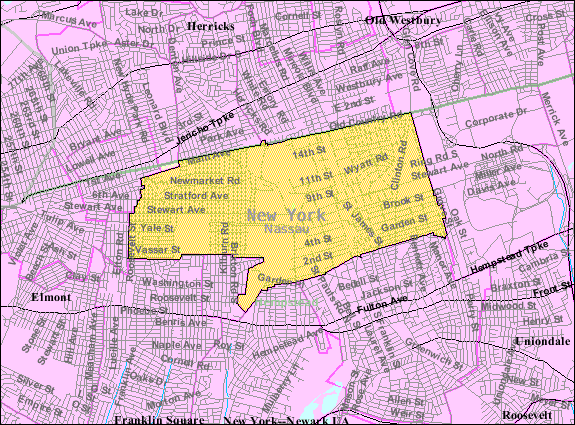
Mapa com a localização de Garden City.

De acordo com o US Census Bureau, a vila tem uma área total de 14 km2.
Garden City está localizada a aproximadamente 29,8 km a leste de Midtown Manhattan, na cidade de Nova Iorque.

## Demografia
No censo de 2020, 23.272 pessoas viviam em Garden City. A densidade populacional era de. A cidade incluía 7.715 unidades habitacionais com uma densidade média de 546.4 unidades por km2. A composição racial da vila era 88,8% branca, 1,1% afro-americana, 0,0% nativa americana, 4,7% asiática, 0,00% das ilhas do Pacífico, 0,4% de outras raças e 3,1% de duas ou mais raças. Hispânicos ou latinos de qualquer raça correspondiam a 6,3% da população.

## Governo
Em abril de 2024, o prefeito de Garden City é Edward T. Finneran e os curadores da vila são Richard A. Catalano, Judy Courtney, Michele Beach Harrington, Vinny Muldoon, Jessica Tai, Bruce A. Torino e Yvonne Varano. O administrador da vila é Ralph V. Suozzi, ex-prefeito da cidade de Glen Cove e primo do congressista Thomas R. Suozzi.

## Na cultura popular
- O filme The Spirit of St. Louis (1957), estrelado por James Stewart, apresenta o voo histórico de Charles Lindbergh para Paris, saindo de Garden City em 1927.
- O quarto álbum do músico John Tesh, lançado em 1989, é intitulado Garden City (Cyprus Records), uma homenagem à sua cidade natal, e inclui uma música com o mesmo título.[22]